# Койвушка
Койвушка — деревня в Максатихинском районе Тверской области России. Входит в состав Рыбинского сельского поселения.

## География
Название от карельского койва- береза (березовка). Деревня находится в северо-восточной части Тверской области, в зоне хвойно-широколиственных лесов, в пределах Моложской зандровой низины, при автодороге 28Н-1016, на расстоянии примерно 19 километров (по прямой) к северо-востоку от Максатихи, административного центра района. Абсолютная высота — 152 метра над уровнем моря.

### Климат
Климат характеризуется как умеренно континентальный. Среднегодовая температура воздуха — 3,3 °C. Абсолютный минимум температуры воздуха холодного периода составляет −48 °C; абсолютный максимум тёплого периода — 35 °C. Безморозный период длится около 128 дней. Годовое количество атмосферных осадков составляет 690 мм, из которых большая часть выпадает в тёплый период. Снежный покров держится в течение 155 дней. Преобладают ветры юго-западного, западного и северо-западного направлений.

### Часовой пояс
Деревня Койвушка, как и вся Тверская область, находится в часовой зоне МСК (московское время). Смещение применяемого времени относительно UTC составляет +3:00.

## Население
| 2008 | 2010 |
| ---- | ---- |
| 32   | ↘16  |

### Национальный состав
Согласно результатам переписи 2002 года, в национальной структуре населения карелы составляли 62 % из 29 чел., русские — 38 %.